# Luka Tudor
Luka Tudor, mit vollständigem Namen Luka Nicola Tudor Bakulić (geboren als Lukas Nicola Tudor Bakulić), (* 21. Februar 1969 in Santiago de Chile) ist ein ehemaliger chilenischer Fußballspieler. Der Angreifer kam auf 12 Einsätze in der Nationalmannschaft Chiles, in denen er vier Tore erzielte.

## Karriere

### Verein
Luka Tudor begann 1987 seine Karriere bei Universidad Católica, mit denen er in seiner Debütsaison die Meisterschaft holte. Seit 1985 hatte er schon bei Freundschaftsturnieren für UC in den Niederlanden und Frankreich gespielt. Er wechselte 1990 in die Schweiz zum FC Sion, mit denen er den Schweizer Cup 1990/91 gewinnen konnte. In der Schweizer Fussballmeisterschaft 1991/92 spielte Tudor sechs Partien, trug dadurch auch zum Schweizer Meistertitel des Klubs 1991/92 bei und ging dann zu den Newell’s Old Boys aus Argentinien. Dort konnte Tudor die Erwartungen unter Trainer Marcelo Bielsa nicht erfüllen, auch wenn das Team argentinischer Meister der Clausura 1992 wurde. In Erinnerung blieb der 5:0-Erfolg über River Plate am 10. Mai 1992, bei dem Tudor eines seiner zwei Tore für die Old Boys erzielte.
Nach einem Jahr beim katalanischen Klub CE Sabadell kam Tudor zurück zu Universidad Católica. Im November 1993 stellte er einen neuen Rekord auf. Beim 8:3-Erfolg im Estadio San Carlos de Apoquindo über Deportes Antofagasta erzielte Tudor sieben Tore, die meisten Tore eines Spielers in einem Spiel. 1997 setzte Trainer Fernando Carvallo nicht mehr auf Tudor und so wechselte der Stürmer zu CSD Colo-Colo, mit dem er den Meistertitel der Clausura 2007 gewann und danach seine Karriere beendete.

### Nationalmannschaft
Mit der U-20-Nationalmannschaft nahm Luka Tudor 1987 unter Trainer Luis Ibarra an der Südamerikameisterschaft, bei der er in drei Partien kein Tor erzielte, und an der Weltmeisterschaft, bei der Stürmer drei Treffer erzielte und Chile Vierter wurde, teil.
Das Debüt in der chilenischen Nationalmannschaft gab Tudor im November 1988 beim Freundschaftsspiel gegen Peru. Er gehörte zum Kader bei der Copa América 1989, allerdings schied das Team von Orlando Aravena als Gruppendritter der fünf Teams aus und Tudor absolvierte kein Turnierspiel. Sein letztes Länderspiel absolvierte Tudor beim Freundschaftsspiel gegen Island. Er spielte in 12 Länderspielen für Chile und erzielte drei Tore.

### Kommentator
Nach seiner Karriere wirkte Luka Tudor im Fernsehen und später arbeitete er als Kommentator für ADN Radio Chile, Canal del Fútbol and ESPN Chile. Beim internationalen Musikfestival LX Festival Internacional de la Canción de Viña del Mar stand Tudor 2019 in der Jury.

## Erfolge
Universidad Católica
- Chilenischer Meister: 1987
- Chilenischer Pokalsieger: 1995

Sion
- Schweizer Pokalsieger: 1990/91
- Schweizer Meister: 1991/92

Newell’s Old Boys
- Argentinischer Meister: 1991/92-C

Colo-Colo
- Chilenischer Meister: 2007-C